# 香川県高等学校の廃校一覧
香川県高等学校の廃校一覧（かがわけんこうとうがっこうのはいこういちらん）とは、香川県の廃校となった高等学校の一覧。対象となるのは学制改革（1948年）以降に廃校となった高等学校と分校である。名称は廃校当時のもの。廃校時に属していた自治体が合併により消滅している場合は現行の自治体に含める。また、現在休校中の学校は公式には存続していることとなっているが、休校中の学校は事実上廃校となっている場合が多いため、便宜上本項に記載する。

## 国公立高等学校

### 高松市
- 香川県立高松高等学校〈旧〉（1949年高松女子高と統合し香川県立高松高等学校〈新〉西館となり、1951年廃止）[1][注釈 1]
- 香川県立高松女子高等学校（1949年高松高〈旧〉と統合し高松高〈新〉へ）[1]
- 香川県立香川農業高等学校（1949年4月20日香川女子高と統合し香川高〈1969年香川県立高松南高等学校へ改称〉へ）[2]
- 香川県立香川女子高等学校（1949年4月20日香川農業高と統合し香川高へ）[2]
- 香川県立木田高等学校東植田分校（1952年） [注釈 2]
- 香川県立香川高等学校定時制課程塩江分校（1961年）[2]
- 香川県立香川高等学校定時制課程香北分校（1968年）[2]
- 香川県立高松東高等学校川島分校（1970年） [注釈 3]
- 香川県立高松東高等学校古高松分校（1971年） [注釈 4]
- 香川県立高松南高等学校香南分校（1989年）[2]
- 香川県立高松東高等学校白山分校（1996年）[3]

### 坂出市
- 香川県立農業経営高等学校綾北分校（1969年）[4]

### 善通寺市
- 香川県立善通寺西高等学校（2007年香川県立善通寺第一高等学校へ統合、2009年閉校）[5]

### 観音寺市
- 香川県立観音寺中央高等学校（2017年三豊工業高と統合し香川県立観音寺総合高等学校へ）[6]
- 香川県立三豊工業高等学校（2017年観音寺中央高と統合し観音寺総合高へ）[6]

### 東かがわ市
- 香川県立大川東高等学校（1984年香川県立三本松高等学校引田分校から独立、2007年廃校）[7]

### 三豊市
- 香川県立高瀬高等学校麻分校（1968年）[注釈 5]
- 国立詫間電波高等学校（1971年の国立詫間電波工業高等専門学校〈現：香川高等専門学校〉発足に伴い、1973年本科廃止、1974年専攻科廃止）
- 香川県立高瀬高等学校詫間分校（1979年）[注釈 6]

### 小豆郡
- 香川県立小豆島高等学校（2017年土庄高と統合し香川県立小豆島中央高等学校へ）[8]
- 香川県立土庄高等学校（2017年小豆島高と統合し小豆島中央高へ）[8]

### 木田郡
- 香川県立高松東高等学校白山分校（1996年）[9]

### 香川郡
- 香川県立高松高等学校直島分校（1975年）[1]

### 綾歌郡
- 香川県立主基高等学校国分分校（1960年）[4]
- 香川県立主基高等学校山田分校（1961年）[4]
- 香川県立農業経営高等学校昭和分校（1971年）[4]

### 仲多度郡
- 香川県立多度津工業高等学校〈初代〉（1949年多度津水産高〈初代〉・香川県立丸亀商工高等学校〈現：香川県立丸亀城西高等学校〉工業科と統合し多度津高〈初代〉へ）[10]
- 香川県立多度津水産高等学校〈初代〉（1949年多度津工業高〈初代〉・丸亀商工高工業科と統合し多度津高〈初代〉へ）[10]
- 香川県立多度津工業高等学校〈2代目〉（1953年多度津高〈初代〉から改称、2007年多度津水産高〈2代目〉と再統合し香川県立多度津高等学校〈2代目〉となり、2009年完全移行）[10]
- 香川県立多度津水産高等学校〈2代目〉（1953年多度津高〈初代〉から独立、2007年多度津工業高〈2代目〉と再統合し多度津高〈2代目〉となり、2009年完全移行）[10]

## 私立高等学校

### 高松市
- 高松第二高等学校（1949年高松第一高等学校へ統合）[11]
- 屋島高等学校（1949年廃校、生徒の一部は高松第一高へ移管）[11]

### 善通寺市
- 香川短期大学附属女子高等学校（1995年高松市に香川誠陵中学校・高等学校が開校[12]したのに伴い1998年閉校）[注釈 7]